# Championnat d'Irlande féminin de football 2023
Navigation
Édition précédente Édition suivante
La saison 2023 du Championnat d'Irlande féminin de football (Women's National League) est la treizième saison du championnat. Le Shelbourne Ladies Football Club vainqueur des deux éditions précédentes remet son titre en jeu. La compétition s'agrandit une nouvelle fois en accueillant une nouvelle équipe, le Shamrock Rovers Ladies Football Club qui fait son retour après neuf années d'absence. Le Galway Women Football Club arrête la compétition au plus haut niveau, l'équipe est immédiatement remplacée par le Galway United Football Club qui crée pour l'occasion une équipe féminine.
Peamount United remporte le titre en dominant de bout en bout la compétition. Peamount ne concède que deux défaites en vingt rencontres. Elles devancent de six points les tenantes du titre, Shelbourne Ladies. Les Shamrock Rovers Ladies font un retour remarqué dans le championnat en prenant la troisième place.
Après Emily Corbet en 2022, c'est une autre joueuse d'Athlone Town Ladies qui termine premère au classement des buteuses, Dana Scheriff marque 13 buts en vingt matchs.

## Organisation
Le championnat passe de dix à onze équipes.
Le 7 octobre 2022 les Shamrock Rovers confirment leur candidature pour intégrer le championnat pour la saison 2023. Ils nomment un entraîneur Collie O'Neill pour construire une équipe. Depuis leur retrait du haut niveau, les Rovers n'entretiennent plus qu'une équipe en moins de 17 ans et une autre en moins de 19 ans.
Le 8 novembre 2022 la FAI annonce deux changements pour la saison 2023. Le Galway Women Football Club arrête la compétition et est immédiatement remplacé par le Galway United Football Club qui créé une équipe féminine. Dans le même temps la candidature du Shamrock Rovers Ladies Football Club est acceptée. L'équipe réintègre le championnat après une dizaine d'années d'absence.
Cette saison le championnat ne comporte que vingt journées. La raison tient à la participation de l'équipe nationale à la Coupe du monde interrompant la compétition pendant plus d'un mois.

## Participantes
Ce tableau présente les onze équipes qualifiées pour disputer le championnat 2023. On y trouve le nom des clubs, le nom des entraîneurs et leur nationalité, la date de création du club, l'année de la dernière montée au sein de l'élite, le nom des stades ainsi que la capacité de ces derniers.
| \| Dublin: · Bohemian · DLR Waves · Peamount United · Shamrock Rovers · Shelbourne FC · Dublin Cork City Wexford Youths Galway United Treaty United Athlone Town Sligo Rovers \| Localisation des clubs engagés dans le championnat. |
| Dublin: · Bohemian · DLR Waves · Peamount United · Shamrock Rovers · Shelbourne FC · Dublin Cork City Wexford Youths Galway United Treaty United Athlone Town Sligo Rovers                                                           |

| Nom du club                                   | Entraîneur                   | Date de création | Dernière montée | Stade                         | Capacité |
| --------------------------------------------- | ---------------------------- | ---------------- | --------------- | ----------------------------- | -------- |
| Athlone Town Association Football Club Ladies | Tommy Hewitt Ciarán Kilduff  | 2020             | 2020            | Athlone Town Stadium          | 5 000    |
| Bohemian Football Club Women                  | Sean Byrne                   | 2020             | 2020            | Oscar Traynor Centre, Coolock | 1 000    |
| Cork City Women's Football Club               | Paul Farrell                 | 2011             | 2011            | Bishopstown Stadium           | 2 000    |
| DLR Waves Football Club                       | Graham Kelly Laura Heffernan | 2012             | 2012            | Jackson Park                  | -        |
| Galway United Football Club                   | Phil Trill                   | 2022             | 2023            | Eamon Deacy Park              | 5 000    |
| Peamount United Football Club                 | James O'Callaghan            | 1983             | 2011            | Greenogue                     | 1 000    |
| Shamrock Rovers Ladies Football Club          | Collie O'Neill               | 1996             | 2023            | Tallaght Stadium              | 8 000    |
| Shelbourne Ladies Football Club               | Noel King                    | 1994             | 2011            | Morton Stadium                | 4 000    |
| Sligo Rovers Football Club Women              | Steve Feeney                 | 2021             | 2022            | Showgrounds                   | 5 500    |
| Treaty United Women's Football Club           | Alban Hysa                   | 2018             | 2020            | Markets Field                 | 5 000    |
| Wexford Youths Women's Football Club          | Stephen Quinn                | 2007             | 2011            | Ferrycarrig Park              | 2 500    |

Le 24 mai 2023, Laura Heffernan devient la nouvelle manager de DLR Waves après le départ de Graham Kelly. Celui a rejoint le St. Patrick's Athletic Football Club pour devenir l'adjoint de Jon Daly nouvellement nommé à Richmond Park. Heffernan était jusqu'ici l'adjointe de Kelly à Dun Laoghaire.
Le 12 juin, le Wexford Youths Women's Football Club annonce le départ de son manager Stephen Quinn par consentement mutuel.
Le 22 juin, Athlone Town annonce, à regrets, la démission de son entraîneur Tommy Hewitt.

## Compétition

### L'avant saison
Cette saison 2023 devient officiellement la première saison professionnelle du championnat féminin. Le 30 novembre 2022 la FAI annonce la création des premiers contrats professionnels pour les féminines. Ces contrats pourront être signés à partir du 1er décembre 2022. Mais ils ne sont pas obligatoires ; les clubs pourront continuer de faire signer des contrats amateurs ou semi-professionnels à leurs joueuses.
L'arrivée dans la compétition des Shamrock Rovers Ladies chamboule la donne en matière de transferts. Jusqu'ici les meilleures footballeuses étaient recrutées par les clubs anglais ou écossais. La puissance économique des Shamrock Rovers rend possible des transferts importants au sein du championnat irlandais. Le phénomène est parfaitement illustré par l'arrivée dès la fin novembre de l'internationale irlandaise Áine O'Gorman triple meilleure buteuse en titre du championnat en provenance de Peamount United. Les Shamrock construisent petit à petit leur équipe en enrôlant successivement Summer Lawless et Alannah McEvoy en provenance de Peamount puis la défenseuse centrale d'Athlone Jessica Hennessy.
Face aux Shamrock Rovers renaissantes, les autres équipes fourbissent leurs armes. Le plus beau coup de recrutement vient de Wexford qui réussit à attirer Emily Corbet. La meilleure joueuse du championnat 2022 et une des meilleures buteuses avec 23 buts en 30 matchs joués signe avec une des principales forces du championnat. Cette arrivée vient réconforter le club après l'annonce de la grave blessure d'Ellen Molloy et lui donner de nouveaux espoirs dans la prochaine lutte pour le titre. Le 31 janvier Wexford annonce le retour de l'internationale irlandaise Rianna Jarrett en difficulté à cause de multiples blessures et en manque de temps de jeu au London City Lionesses.
Face aux Shamrock Rovers et à Wexford, Shelbourne et Peamount semblent affaiblies par les départs. Les deux équipes qui se sont partagées les titres de championnes depuis quatre saisons peinent à remplacer les départs importants. Athlone Town, équipe surprise de la saison 2022 a elle perdu ses meilleurs éléments et devrait avoir des difficultés à confirmer son excellente saison. Juste avant la clôture du marché des transferts, les Bohemians enrôlent l'internationale et star du football gaélique Sarah Rowe qui a besoin de se montrer à la sélectionneuse avant la coupe du monde 2023.

### Les temps forts de la saison
Le championnat débute le samedi 4 mars 2023. Les favorites sont immédiatement en action, avec les victoires de Shelbourne 6-0 contre Cork, Peamount 3-1 contre Athlone et les débuts positifs de la nouvelle équipe des Shamrock Rovers, une victoire 3-1 à Sligo.
Le 6 mars 2023 les fédérations irlandaises et nord-irlandaises annoncent la création d'une compétition regroupant des équipes de toute l'île d'Irlande. Cette compétition All-Island doit se dérouler  lors des mois de juin et de juillet, au moment de l'interruption des championnats pour cause de Coupe du monde féminine en Australie et en Nouvelle-Zélande. Elle regroupera seize équipes, onze issues un championnat irlandais et cinq du championnat nord-irlandais. Les équipes participantes sont Cliftonville, Crusaders, Derry City, Glentoran et Linfield pour l'Irlande du Nord et Athlone Town, Bohemians, Cork City, DLR Waves, Galway United, Peamount United, Shamrock Rovers, Shelbourne, Sligo Rovers, Treaty United et Wexford Youths pour l'Irlande. Les équipes sont réparties en 4 poules de 4, les premières de chaque groupe sont qualifiées pour les demi-finales. La compétition est nommée Avenir Sports Women's All-Island Cup.
Lors de la cinquième journée deux rencontres opposent les quatre favorites de la compétition. Peamount est battu à domicile 1-4 par Shelbourne et les Shamrock Rovers remportent chez elles la confrontation avec Wexford.
A l'occasion de la treizième journée, les deux premières du classement s'affrontent. Peamount s'impose sur le terrain des Shamrock Rovers et prennent ainsi six points d'avance au classement du championnat. Les Shamrock Rovers perdent elles leur premier match de la saison et glissent à la troisième place, dépassées par Shelbourne à la différence de but.
Après la treizième journée, le championnat s'interrompt pendant près d'un mois et demi pour cause de coupe du monde féminine à laquelle l'équipe nationale irlandaise participe pour la première fois. Pendant ce laps de temps les clubs, moins leurs joueuses internationales, participent à la Women's All-Island Cup.
La pause pour cause de coupe du monde féminine est aussi le temps des transferts pour les joueuses vers les clubs disputant les championnats hivernaux. Le premier transfert annoncé est celui de Jessie Stapleton, très jeune défenseuse du Shelbourne Ladies. Elle quitte son club formateur après 71 matchs, 21 buts et deux titres de championne d'Irlande pour un club anglais. Finalement peu de changements sont à noter si ce n'est le retour à la compétition de l'internationale Julie-Ann Russell qui signe à Galway et le recrutement de l'internationale des moins de 19 ans Scarlett Herron avec les Shamrock Rovers.
Le championnat reprend le 19 août soit plus de deux mois après son interruption pour cause de coupe du monde. 
Le 2 septembre Ellen Molloy, jeune internationale irlandaise, fait son retour à la compétition après plusieurs mois d'absence pour une grave blessure à un genou.
Cork City signe sa première victoire de la saison en championnat le 14 octobre en s'imposant 1-0 à domicile sur le Treaty United. Au même moment, à Wexford, Peamount s'impose s'empare du titre qui les fuyait depuis 2020. Les filles de Greenogue ne peuvent plus être rejointes en tête du classement.

### Classement
| Rang | Équipe                 | Pts | J  | G  | N | P  | Bp | Bc | Diff |
| ---- | ---------------------- | --- | -- | -- | - | -- | -- | -- | ---- |
| 1    | Peamount United        | 52  | 20 | 17 | 1 | 2  | 44 | 15 | +29  |
| 2    | Shelbourne Ladies T    | 46  | 20 | 15 | 1 | 4  | 49 | 13 | +36  |
| 3    | Shamrock Rovers Ladies | 45  | 20 | 13 | 6 | 1  | 51 | 17 | +34  |
| 4    | Galway United          | 38  | 20 | 12 | 2 | 6  | 29 | 13 | +16  |
| 5    | Athlone Town Ladies C  | 35  | 20 | 11 | 2 | 7  | 49 | 25 | +24  |
| 6    | Bohemian Women         | 31  | 20 | 9  | 4 | 7  | 21 | 27 | -6   |
| 7    | Wexford Youths WFC     | 28  | 20 | 8  | 4 | 8  | 31 | 32 | -1   |
| 8    | DLR Waves              | 13  | 20 | 3  | 4 | 13 | 13 | 31 | -18  |
| 9    | Sligo Rovers Women     | 11  | 20 | 3  | 2 | 15 | 23 | 54 | -31  |
| 10   | Treaty United          | 8   | 20 | 1  | 5 | 14 | 11 | 50 | -39  |
| 11   | Cork City WFC          | 6   | 20 | 1  | 3 | 16 | 11 | 53 | -42  |

| Légende : Qualifications et relégations | Légende : Qualifications et relégations                                |
| --------------------------------------- | ---------------------------------------------------------------------- |
|                                         | Ligue des champions féminine de l'UEFA 2024-2025                       |
|                                         | T : Tenant du titre P : Promu C : Vainqueur de la Coupe d'Irlande 2023 |

### Résultats
| Résultats (▼dom., ►ext.)                                   | ATH | BOH | COR | DLR | GAL | PEA | SHA | SHE | SLI | TRE | WEX |
| Athlone Town Ladies                                        |     | 5-0 | 1-0 | 1-0 | 1-2 | 1-3 | 0-1 | 0-1 | 2-0 | 7-0 | 2-1 |
| Bohemian Women                                             | 3-2 |     | 2-1 | 3-0 | 0-0 | 0-2 | 0-0 | 0-2 | 1-0 | 1-0 | 2-2 |
| Cork City WFC                                              | 1-3 | 1-3 |     | 0-1 | 0-1 | 1-2 | 0-4 | 1-5 | 0-2 | 1-0 | 0-2 |
| DLR Waves                                                  | 0-0 | 0-0 | 3-0 |     | 0-2 | 0-3 | 1-3 | 0-2 | 3-0 | 0-0 | 0-2 |
| Galway United                                              | 0-1 | 0-1 | 3-0 | 2-0 |     | 3-0 | 1-1 | 0-2 | 2-1 | 1-0 | 0-1 |
| Peamount United                                            | 5-3 | 1-0 | 5-0 | 1-0 | 2-0 |     | 0-0 | 1-4 | 6-1 | 2-1 | 2-1 |
| Shamrock Rovers Ladies                                     | 4-4 | 4-0 | 5-0 | 4-3 | 2-1 | 0-1 |     | 3-1 | 4-0 | 6-0 | 2-1 |
| Shelbourne LFC                                             | 2-1 | 3-0 | 6-0 | 2-0 | 1-2 | 0-1 | 1-1 |     | 2-1 | 1-0 | 5-0 |
| Sligo Rovers Women                                         | 1-3 | 4-1 | 3-3 | 2-1 | 0-2 | 0-4 | 1-2 | 0-6 |     | 1-2 | 1-4 |
| Treaty United                                              | 0-8 | 0-1 | 1-1 | 0-0 | 0-3 | 0-1 | 1-4 | 1-3 | 3-3 |     | 2-2 |
| Wexford Youths                                             | 1-3 | 0-3 | 1-1 | 4-1 | 0-4 | 0-2 | 1-1 | 1-0 | 3-1 | 4-0 |     |
| - Victoire à domicile - Match nul - Victoire à l'extérieur |     |     |     |     |     |     |     |     |     |     |     |

## Statistiques

### Évolution du classement
| Journée →              | 1  | 2  | 3  | 4  | 5  | 6  | 7  | 8  | 9  | 10 | 11 | 12 | 13 | 14 | 15 | 16 | 17 | 18 | 19 | 20 |
| ---------------------- | -- | -- | -- | -- | -- | -- | -- | -- | -- | -- | -- | -- | -- | -- | -- | -- | -- | -- | -- | -- |
| Shelbourne Ladies      | 1  | 1  | 2  | 2  | 2  | 2  | 3  | 4  | 3  | 3  | 3  | 3  | 2  | 2  | 2  | 3  | 2  | 3  | 3  | 2  |
| Athlone Town Ladies    | 10 | 8  | 6  | 7  | 7  | 6  | 5  | 5  | 6  | 6  | 6  | 7  | 7  | 7  | 7  | 7  | 7  | 5  | 5  | 5  |
| Peamount United        | 2  | 3  | 1  | 1  | 1  | 1  | 1  | 1  | 1  | 1  | 1  | 1  | 1  | 1  | 1  | 1  | 1  | 1  | 1  | 1  |
| Wexford Youths WFC     | 4  | 4  | 4  | 4  | 6  | 8  | 8  | 7  | 7  | 7  | 7  | 6  | 6  | 6  | 6  | 6  | 6  | 6  | 6  | 7  |
| DLR Waves              | 6  | 7  | 7  | 8  | 8  | 7  | 7  | 8  | 8  | 8  | 8  | 8  | 8  | 8  | 8  | 8  | 8  | 8  | 8  | 8  |
| Galway United          | 8  | 5  | 8  | 5  | 4  | 4  | 4  | 2  | 4  | 5  | 5  | 5  | 5  | 4  | 4  | 4  | 4  | 4  | 4  | 4  |
| Bohemian Women         | 4  | 6  | 5  | 6  | 5  | 5  | 6  | 6  | 4  | 4  | 4  | 4  | 4  | 5  | 5  | 5  | 5  | 5  | 5  | 6  |
| Sligo Rovers Women     | 7  | 9  | 9  | 10 | 11 | 11 | 11 | 11 | 11 | 10 | 10 | 10 | 10 | 10 | 10 | 10 | 10 | 10 | 9  | 9  |
| Cork City WFC          | 11 | 11 | 10 | 11 | 10 | 10 | 10 | 10 | 10 | 11 | 11 | 11 | 11 | 11 | 11 | 11 | 11 | 11 | 11 | 11 |
| Treaty United          | 9  | 10 | 11 | 9  | 9  | 9  | 9  | 9  | 9  | 9  | 9  | 9  | 9  | 9  | 9  | 9  | 9  | 9  | 10 | 10 |
| Shamrock Rovers Ladies | 3  | 2  | 3  | 3  | 3  | 3  | 2  | 3  | 2  | 2  | 2  | 2  | 3  | 3  | 3  | 2  | 3  | 2  | 2  | 3  |

### Meilleures buteuses
La meilleure buteuse du championnat est l'américaine d'Athlone Dana Scheriff avec 13 buts. Elle devance la vétérane Áine O'Gorman. 
| Place              | Joueuse         | Club            | Buts |
| ------------------ | --------------- | --------------- | ---- |
| Médaille d'or      | Dana Scheriff   | Athlone         | 13   |
| Médaille d'argent  | Áine O'Gorman   | Shamrock Rovers | 12   |
| Médaille de bronze | Kate Mooney     | Peamount        | 9    |
| 4                  | Jenna Slattery  | Galway          | 8    |
| -                  | Maddison Gibson | Athlone         | 8    |
| -                  | Ellen Dolan     | Peamount        | 8    |
| -                  | Christie Gray   | Shelbourne      | 8    |
| 8                  | Emma Doherty    | Sligo           | 7    |
| -                  | Chloe Singleton | Athlone         | 7    |
| 10                 | Kylie Murphy    | Wexford         | 6    |

## Bilan de la saison
| Championnat d'Irlande féminin de football 2023        |                                          |
| Champion                                              | Peamount United Football Club (4e titre) |
| Coupes et trophées                                    |                                          |
| Vainqueur de la Coupe d'Irlande 2023                  | .                                        |
| Qualifications continentales                          |                                          |
| Ligue des champions féminine de l'UEFA 2024-2025      | Peamount United Football Club            |
| Promotions et relégations                             |                                          |
| Promus en Championnat d'Irlande féminin de football   | Aucun                                    |
| Relégués en Championnat d'Irlande féminin de football | Aucun                                    |